# 沃赫馬區

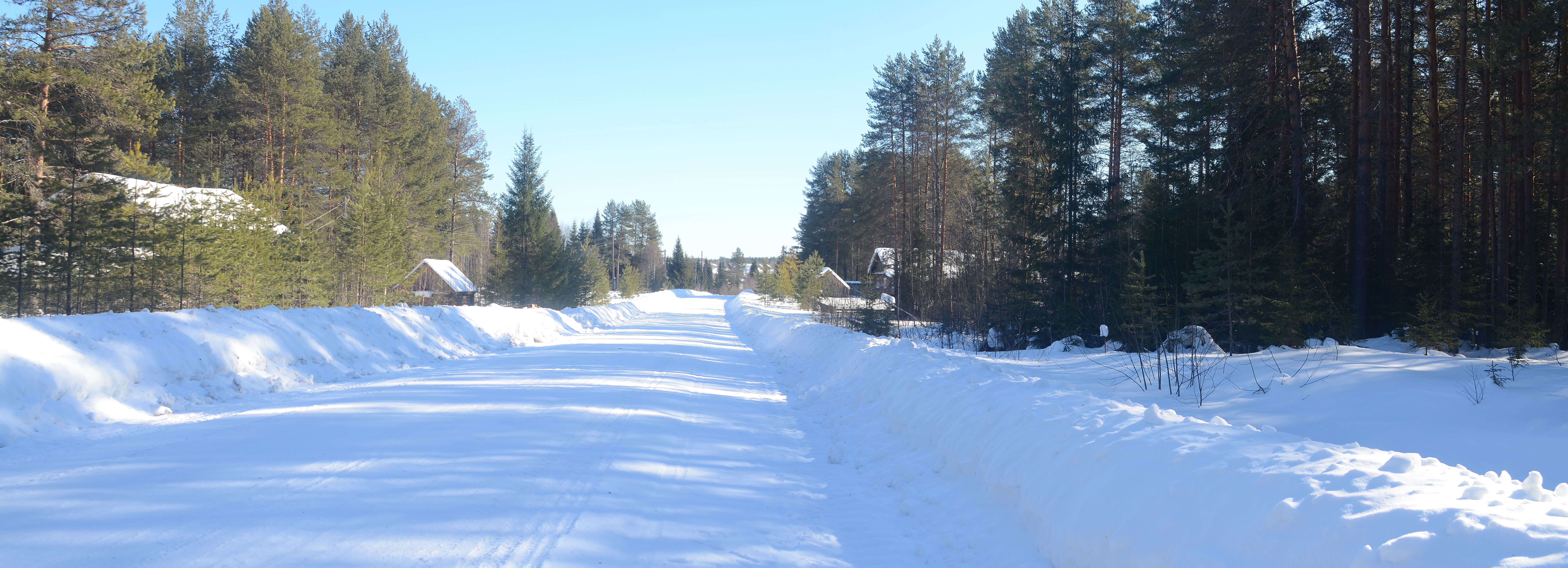

58°55′41″N 46°45′36″E / 58.92806°N 46.76000°E
沃赫馬區（俄语：Вохомский район），是俄羅斯的一個區，位於該國西部，由科斯特羅馬州負責管轄，面積3,400平方公里，2010年人口10,152，人口密度每平方公里2.99人。